# Robert von Torigni
Robert von Torigni oder Thorigny (* um 1110 in Torigni-sur-Vire; † 24. Juni 1186) war ein normannischer Chronist.

## Leben
Er trat 1128 als Benediktinermönch in die Abtei Notre Dame du Bec ein und wurde 1149 deren Prior. 1154 wurde er zum Abt von Mont-Saint-Michel gewählt.
Robert von Torigni las religiöse Werke ebenso wie profane. Sowohl als Prior wie als Abt war er stärker der säkularen Welt verbunden als Ordericus Vitalis und Wilhelm von Jumièges, den beiden Autoren der Gesta Normannorum Ducum. Roberts erstes wesentliches Werk war die Revision der Gesta aus dem Jahr 1139. Er ist der Autor der Anhänge zur Chronik des Sigebert von Gembloux, die die Jahre von 385 bis 1100 abdeckt. Die Gesta Normannorum Ducum berichtet im Anschluss an die Chronik Sigeberts über die Jahre 1100 bis 1186 und ist vor allem für die Jahre 1154 bis 1170 interessant.

## Werke
- Léopold Delisle (Hrsg.): Chronique de Robert de Torigni, abbé du Mont-Saint-Michel. Le Brument, Rouen 1872/73 (2 Bde.).
- Robert Day, Mildred Leake Day (Hrsg.): De ortu Waluuanii nepotis Arturi („The rise of Gawain, nephew of Arthur“). Garland, New York 1984, ISBN 0-8240-9423-9